# Nayel Mehssatou
Nayel Rayan Mehssatou Sepúlveda (Bruxelles, 8 agosto 2002) è un calciatore cileno con cittadinanza belga, difensore dello Standard Liegi.

## Biografia
Nato in Belgio da padre marocchino e madre cilena, che si era trasferita a Bruxelles per motivi di studio.

## Carriera

### Club
Cresciuto nel settore giovanile dell'Anderlecht, il 21 gennaio 2022 è stato acquistato dal Kortrijk, con cui ha firmato il suo primo contratto professionistico, di durata triennale. Il 5 marzo successivo ha esordito fra i professionisti, in occasione dell'incontro di Pro League perso 2-3 contro l'Union Saint-Gilloise.

### Nazionale
Per via delle sue origini, ha potuto rappresentare a livello internazionale il Belgio, il Marocco e il Cile. Nel 2019 ha disputato alcuni incontri con la nazionale cilena Under-17. Nello stesso anno ha segnato una rete in quattro partite con la nazionale belga Under-18. In seguito ha scelto di rappresentare il Paese sudamericano, esordendo con la nazionale maggiore il 6 giugno 2022, nell'amichevole persa 2-0 contro la Corea del Sud.

## Statistiche

### Presenze e reti nei club
Statistiche aggiornate al 26 agosto 2023.
| Stagione        | Squadra         | Campionato      | Campionato | Campionato | Coppe nazionali | Coppe nazionali | Coppe nazionali | Coppe continentali | Coppe continentali | Coppe continentali | Altre coppe | Altre coppe | Altre coppe | Totale | Totale |
| Stagione        | Squadra         | Comp            | Pres       | Reti       | Comp            | Pres            | Reti            | Comp               | Pres               | Reti               | Comp        | Pres        | Reti        | Pres   | Reti   |
| --------------- | --------------- | --------------- | ---------- | ---------- | --------------- | --------------- | --------------- | ------------------ | ------------------ | ------------------ | ----------- | ----------- | ----------- | ------ | ------ |
| gen.-giu. 2022  | Kortrijk        | D1              | 5          | 0          | CB              | -               | -               | -                  | -                  | -                  | -           | -           | -           | 5      | 0      |
| 2022-2023       | Kortrijk        | D1              | 27         | 0          | CB              | 3               | 0               | -                  | -                  | -                  | -           | -           | -           | 30     | 0      |
| 2023-2024       | Kortrijk        | D1              | 5          | 0          | CB              | 0               | 0               | -                  | -                  | -                  | -           | -           | -           | 5      | 0      |
| Totale carriera | Totale carriera | Totale carriera | 37         | 0          |                 | 3               | 0               |                    | -                  | -                  |             | -           | -           | 40     | 0      |

### Cronologia presenze e reti in nazionale
| Cronologia completa delle presenze e delle reti in nazionale ― Cile | Cronologia completa delle presenze e delle reti in nazionale ― Cile | Cronologia completa delle presenze e delle reti in nazionale ― Cile | Cronologia completa delle presenze e delle reti in nazionale ― Cile | Cronologia completa delle presenze e delle reti in nazionale ― Cile | Cronologia completa delle presenze e delle reti in nazionale ― Cile | Cronologia completa delle presenze e delle reti in nazionale ― Cile | Cronologia completa delle presenze e delle reti in nazionale ― Cile |
| Data                                                                | Città                                                               | In casa                                                             | Risultato                                                           | Ospiti                                                              | Competizione                                                        | Reti                                                                | Note                                                                |
| ------------------------------------------------------------------- | ------------------------------------------------------------------- | ------------------------------------------------------------------- | ------------------------------------------------------------------- | ------------------------------------------------------------------- | ------------------------------------------------------------------- | ------------------------------------------------------------------- | ------------------------------------------------------------------- |
| 6-6-2022                                                            | Daejeon                                                             | Corea del Sud                                                       | 2 – 0                                                               | Cile                                                                | Amichevole                                                          | -                                                                   |                                                                     |
| 10-6-2022                                                           | Kōbe                                                                | Cile                                                                | 0 – 2                                                               | Tunisia                                                             | Kirin Cup                                                           | -                                                                   | 83’                                                                 |
| 14-6-2022                                                           | Suita                                                               | Cile                                                                | 0 – 0 dts (1 - 3 dtr)                                               | Ghana                                                               | Kirin Cup                                                           | -                                                                   |                                                                     |
| 23-9-2022                                                           | Cornellà de Llobregat                                               | Marocco                                                             | 2 – 0                                                               | Cile                                                                | Amichevole                                                          | -                                                                   | 73’                                                                 |
| 27-9-2022                                                           | Vienna                                                              | Qatar                                                               | 2 – 2                                                               | Cile                                                                | Amichevole                                                          | -                                                                   | 81’                                                                 |
| 11-6-2023                                                           | Concepción                                                          | Cile                                                                | 3 – 0                                                               | Cuba                                                                | Amichevole                                                          | -                                                                   | 68’                                                                 |
| 20-6-2023                                                           | Santa Cruz de la Sierra                                             | Bolivia                                                             | 0 – 0                                                               | Cile                                                                | Amichevole                                                          | -                                                                   | 46’                                                                 |
| 8-9-2023                                                            | Montevideo                                                          | Uruguay                                                             | 3 – 1                                                               | Cile                                                                | Qual. Mondiali 2026                                                 | -                                                                   | 62’ 67’                                                             |
| Totale                                                              |                                                                     | Presenze                                                            | 8                                                                   |                                                                     | Reti                                                                | 0                                                                   |                                                                     |